# Consorti dei sovrani di Schwarzburg

## Contessa di Schwarzburg

### Schwarzburg (incompleta), 1197–1552
| Immagine                                                                                         | Nome                                      | Padre                                                              | Nascita | Matrimonio       | Diventò contessa | Cessò di essere contessa          | Morte          | Consorte   |
| ------------------------------------------------------------------------------------------------ | ----------------------------------------- | ------------------------------------------------------------------ | ------- | ---------------- | ---------------- | --------------------------------- | -------------- | ---------- |
|                                                                                                  | Elisabetta di Isenburg-Büdingen-Ronneburg | Filippo, conte di Isenburg-Büdingen-Ronneburg (Isenburg-Ronneburg) | -       | 29 novembre 1528 | 29 novembre 1528 | 10 novembre 1552 morte del marito | 14 maggio 1572 | Günther XL |
| Dopo la morte di Günther XL, la contea di Schwarzburg fu divisa fra i suoi quattro figli maschi. |                                           |                                                                    |         |                  |                  |                                   |                |            |

### Schwarzburg-Arnstadt, 1571-?
| Immagine                                                                                     | Nome                                      | Padre                                                      | Nascita          | Matrimonio       | Diventò contessa                             | Cessò di essere contessa               | Morte            | Consorte          |
| -------------------------------------------------------------------------------------------- | ----------------------------------------- | ---------------------------------------------------------- | ---------------- | ---------------- | -------------------------------------------- | -------------------------------------- | ---------------- | ----------------- |
|                                                                                              | Caterina di Nassau-Dillenburg             | conte Guglielmo I di Nassau-Dillenburg (Nassau-Dillenburg) | 19 dicembre 1542 | 17 novembre 1560 | 1571 spartizione della contea di Schwarzburg | 23 maggio 1583 morte del marito        | 25 dicembre 1624 | Günther XLI       |
| Alla morte di Günther XLI, Arnstadt passa a Giovanni Günther I di Schwarzburg-Sondershausen. |                                           |                                                            |                  |                  |                                              |                                        |                  |                   |
|                                                                                              | Sofia Dorotea di Mörsperg e Beffort       | conte Giorgio di Mörsperg e Beffort                        | 1624             | 28 febbraio 1645 | 28 febbraio 1645                             | 10 settembre 1666 morte del marito     | 11 aprile 1685   | Cristiano Günther |
|                                                                                              | Augusta Dorotea di Brunswick-Wolfenbüttel | duca Antonio Ulrico di Brunswick-Lüneburg (Welf)           | 16 dicembre 1666 | 6 agosto 1684    | 6 agosto 1684                                | 3 settembre 1697 Elevata a principessa | 11 luglio 1751   | Anton Günther II  |

### Schwarzburg-Sondershausen, 1571-1697
| Immagine | Nome                                                  | Padre                                                                       | Nascita          | Matrimonio        | Diventò contessa  | Cessò di essere contessa               | Morte           | Consorte              |
| -------- | ----------------------------------------------------- | --------------------------------------------------------------------------- | ---------------- | ----------------- | ----------------- | -------------------------------------- | --------------- | --------------------- |
|          | Anna di Oldenburg                                     | conte Antonio I di Oldenburg (Oldenburg)                                    | 3 aprile 1539    | 16 febbraio 1566  | 16 febbraio 1566  | 25 agosto 1579                         | 25 agosto 1579  | Giovanni Günther I    |
|          | Anna Sibilla di Schwarzburg-Rudolstadt                | conte Alberto VII di Schwarzburg-Rudolstadt (Schwarzburg)                   | 14 marzo 1584    | 15 novembre 1612  | 15 novembre 1612  | 22 agosto 1623                         | 22 agosto 1623  | Cristiano Günther I   |
|          | Maria Maddalena del Palatinato-Zweibrücken-Birkenfeld | conte Giorgio Guglielmo del Palatinato-Zweibrücken-Birkenfeld (Wittelsbach) | 8 agosto 1622    | 29 ottobre 1644   | 29 ottobre 1644   | 19 agosto 1666 morte del marito        | 27 ottobre 1689 | Anton Günther I       |
|          | Antonia Sibilla di Barby-Mühlingen                    | conte Federico I di Barby-Mühlingen (Barby-Mühlingen)                       | 7 April 1641     | 29 October 1644   | 29 October 1644   | 2 May 1684                             | 2 May 1684      | Cristiano Guglielmo I |
|          | Guglielmina Cristiana di Sassonia-Weimar              | duca Giovanni Ernesto II di Sassonia-Weimar (Sassonia-Weimar)               | 26 novembre 1658 | 25 settembre 1684 | 25 settembre 1684 | 3 settembre 1697 Elevata a Principessa | 30 luglio 1712  | Cristiano Guglielmo I |

### Schwarzburg-Frankenhausen, 1571-1597
| Immagine                                                                                             | Nome                        | Padre                                                                | Nascita         | Matrimonio    | Diventò contessa              | Cessò di essere contessa           | Morte            | Consorte    |
| --- | --------------------------- | -------------------------------------------------------------------- | --------------- | ------------- | ----------------------------- | ---------------------------------- | ---------------- | ----------- |
| | Elisabetta di Schlick       | conte Gioacchino di Schlick (Schlick)                                | -               | 6 aprile 1567 | 1571 spartizione della contea | 23 novembre 1590                   | 23 novembre 1590 | Guglielmo I |
| | Clara di Brunswick-Lüneburg | duca Guglielmo il Giovane di Brunswick-Lüneburg (Brunswick-Lüneburg) | 16 gennaio 1571 | 7 marzo 1593  | 7 marzo 1593                  | 30 settembre 1597 morte del marito | 18 luglio 1658   | Guglielmo I |
| Dopo la morte di Guglielmo I, Frankenhausen passò al fratello Alberto VII di Schwarzburg-Rudolstadt. |                             |                                                                      |                 |               |                               |                                    |                  |             |

### Schwarzburg-Rudolstadt, 1571-1711
| Immagine | Nome                                         | Padre                                                                  | Nascita          | Matrimonio      | Diventò contessa                   | Cessò di essere contessa           | Morte            | Consorte         |
| -------- | -------------------------------------------- | ---------------------------------------------------------------------- | ---------------- | --------------- | ---------------------------------- | ---------------------------------- | ---------------- | ---------------- |
|          | Giuliana di Nassau-Dillenburg                | conte Guglielmo I di Nassau-Dillenburg (Nassau-Dillenburg)             | 10 agosto 1546   | 23 maggio 1571  | 23 maggio 1571                     | 31 agosto 1588                     | 31 agosto 1588   | Alberto VII      |
|          | Albertina Elisabetta di Leiningen-Westerburg | conte Reinardo II di Leiningen-Westerburg (Leiningen)                  | 1568             | 2 marzo 1591    | 2 marzo 1591                       | 10 aprile 1605 morte del marito    | 1617             | Alberto VII      |
|          | Anna Sofia di Anhalt                         | principe Gioacchino Ernesto di Anhalt (Ascania)                        | 15 giugno 1584   | 13 giugno 1613  | 13 giugno 1613                     | 24 settembre 1630 morte del marito | 9 giugno 1652    | Carlo Günther    |
|          | Emilia di Oldenburg                          | conte Antonio II di Oldenburg e di Delmenhorst (Oldenburg)             | 15 giugno 1614   | 4 febbraio 1638 | 4 febbraio 1638                    | 4 novembre 1646 morte del marito   | 4 dicembre 1670  | Luigi Günther I  |
|          | Emilia Giuliana di Barby-Muehlingen          | conte Alberto Federico I di Barby-Mühlingen (Barby-Mühlingen)          | 19 agosto 1637   | 7 giugno 1665   | 7 giugno 1665                      | 3 dicembre 1706                    | 3 dicembre 1706  | Albert Anton II  |
|          | Anna Sofia di Sassonia-Gotha-Altenburg       | duca Federico I di Sassonia-Gotha-Altenburg (Sassonia-Gotha-Altenburg) | 22 dicembre 1670 | 15 ottobre 1691 | 15 dicembre 1710 ascesa del marito | 1711 elevata a principessa         | 28 dicembre 1728 | Luigi Federico I |

## Principessa di Schwarzburg

### Schwarzburg-Sondershausen, 1697-1918
| Immagine | Nome                                      | Padre                                                           | Nascita          | Matrimonio        | Diventò principessa                  | Cessò di essere principessa             | Morte           | Consorte                  |
| -------- | ----------------------------------------- | --------------------------------------------------------------- | ---------------- | ----------------- | ------------------------------------ | --------------------------------------- | --------------- | ------------------------- |
|          | Guglielmina Cristiana di Sassonia-Weimar  | duca Giovanni Ernesto II di Sassonia-Weimar (Sassonia-Weimar)   | 26 novembre 1658 | 25 settembre 1684 | 3 settembre 1697 Elevata da contessa | 30 luglio 1712                          | 30 luglio 1712  | Cristiano Guglielmo I     |
|          | Augusta Dorotea di Brunswick-Wolfenbüttel | duca Antonio Ulrico di Brunswick-Lüneburg (Welf)                | 16 dicembre 1666 | 6 agosto 1684     | 3 settembre 1697 Elevata da contessa | 20 luglio 1716 morte del marito         | 11 luglio 1751  | Anton Günther II          |
|          | Elisabetta Albertina di Anhalt-Bernburg   | principe Carlo Federico di Anhalt-Bernburg (Ascania)            | 31 marzo 1693    | 2 ottobre 1712    | 10 maggio 1721 ascesa del marito     | 28 novembre 1740 morte de marito        | 7 luglio 1774   | Günther XLIII             |
|          | Carlotta Guglielmina di Anhalt-Bernburg   | principe Vittorio Federico di Anhalt-Bernburg (Ascania)         | 25 agosto 1737   | 4 febbraio 1760   | 4 febbraio 1760                      | 26 aprile 1777                          | 26 aprile 1777  | Christian Günther III     |
|          | Carolina di Schwarzburg-Rudolstadt        | principe Federico Carlo di Schwarzburg-Rudolstadt (Schwarzburg) | 21 gennaio 1774  | 23 giugno 1799    | 23 giugno 1799                       | 19 agosto 1835 abdicazione del marito   | 11 gennaio 1854 | Günther Friedrich Karl I  |
|          | Matilde di Hohenlohe-Öhringen             | principe Augusto di Hohenlohe-Öhringen (Hohenlohe-Öhringen)     | 3 luglio 1814    | 29 maggio 1834    | 19 agosto 1835 ascesa del marito     | 5 maggio 1852 divorzio                  | 3 giugno 1888   | Günther Friedrich Karl II |
|          | Maria Gasparina di Sassonia-Altenburg     | principe Edoardo di Sassonia-Altenburg (Sassonia-Altenburg)     | 28 giugno 1845   | 12 giugno 1869    | 15 settembre 1889 ascesa del marito  | 28 marzo 1909 morte del marito          | 5 luglio 1930   | Karl Günther I            |
|          | Anna Luisa di Schönburg-Waldenburg        | principe Giorgio di Schönburg-Waldenburg (Schönburg-Waldenburg) | 19 febbraio 1871 | 9 dicembre 1891   | 28 marzo 1909 ascesa del marito      | 22 novembre 1918 abdicazione del marito | 7 novembre 1951 | Günther Victor            |

### Schwarzburg-Rudolstadt, 1711-1918
| Immagine | Nome                                           | Padre                                                                            | Nascita           | Matrimonio       | Diventò principessa              | Cessò di essere principessa             | Morte            | Consorte          |
| -------- | ---------------------------------------------- | -------------------------------------------------------------------------------- | ----------------- | ---------------- | -------------------------------- | --------------------------------------- | ---------------- | ----------------- |
|          | Anna Sofia di Sassonia-Gotha-Altenburg         | duca Federico I di Sassonia-Gotha-Altenburg (Sassonia-Gotha-Altenburg)           | 22 dicembre 1670  | 15 ottobre 1691  | 1711 elevata da contessa         | 24 giugno 1718 morte del marito         | 28 dicembre 1728 | Luigi Federico I  |
|          | Sofia Guglielmina di Sassonia-Coburgo-Saalfeld | duca Giovanni Ernesto di Sassonia-Coburgo-Saalfeld (Sassonia-Coburgo-Saalfeld)   | 9 agosto 1693     | 8 febbraio 1720  | 8 febbraio 1720                  | 4 dicembre 1727                         | 4 dicembre 1727  | Federico Antonio  |
|          | Cristina Sofia della Frisia orientale          | principe Cristiano Eberardo della Frisia orientale (Cirksena)                    | 16 marzo 1688     | 31 dicembre 1729 | 31 dicembre 1729                 | 1º settembre 1744 morte del marito      | 31 marzo 1750    | Federico Antonio  |
|          | Bernardina Cristiana di Sassonia-Weimar        | duca Ernesto Augusto I di Sassonia-Weimar (Sassonia-Weimar-Eisenach)             | 5 maggio 1724     | 19 novembre 1744 | 19 novembre 1744                 | 5 giugno 1757                           | 5 giugno 1757    | Giovanni Federico |
|          | Sofia Enrichetta di Reuss-Untergreiz           | conte Enrico XIII di Reuss-Untergreiz (Reuss)                                    | 19 settembre 1711 | 22 ottobre 1733  | 10 luglio 1767 ascesa del marito | 22 gennaio 1771                         | 22 gennaio 1771  | Luigi Günther II  |
|          | Augusta di Sassonia-Gotha-Altenburg            | principe Giovanni Augusto di Sassonia-Gotha-Altenburg (Sassonia-Gotha-Altenburg) | 30 novembre 1752  | 28 novembre 1780 | 29 agosto 1790 ascesa del marito | 13 aprile 1793 morte del marito         | 28 maggio 1805   | Federico Carlo    |
|          | Carolina d'Assia-Homburg                       | langravio Federico V d'Assia-Homburg (Assia-Homburg)                             | 26 agosto 1771    | 28 novembre 1780 | 13 aprile 1793 ascesa del marito | 28 aprile 1807 morte del marito         | 20 giugno 1854   | Luigi Federico II |
|          | Augusta di Anhalt-Dessau                       | principe ereditario Federico di Anhalt-Dessau (Ascania)                          | 18 agosto 1793    | 15 aprile 1816   | 15 aprile 1816                   | 12 giugno 1854                          | 12 giugno 1854   | Friedrich Günther |
|          | Anna Luisa di Schönburg-Waldenburg             | principe Giorgio di Schönburg-Waldenburg (Schönburg-Waldenburg)                  | 19 febbraio 1871  | 9 dicembre 1891  | 9 dicembre 1891                  | 22 novembre 1918 abdicazione del marito | 7 novembre 1951  | Günther Victor    |

## Principessa titolare di Schwarzburg

### Casato di Schwarzburg, 1918-1984
| Immagine | Nome                               | Padre                                                                             | Nascita          | Matrimonio      | Diventò principessa titolare              | Cessò di essere principessa titolare | Morte            | Consorte       |
| -------- | ---------------------------------- | --------------------------------------------------------------------------------- | ---------------- | --------------- | ----------------------------------------- | ------------------------------------ | ---------------- | -------------- |
|          | Anna Luisa di Schönburg-Waldenburg | principe Giorgio di Schönburg-Waldenburg (Schönburg-Waldenburg)                   | 19 febbraio 1871 | 9 dicembre 1891 | 22 novembre 1918 abdicazione del marito   | 16 aprile 1925 morte del marito      | 7 novembre 1951  | Günther Victor |
|          | Alessandra di Anhalt               | duca Federico I di Anhalt (Ascania)                                               | 4 aprile 1868    | 9 dicembre 1891 | 16 aprile 1925 marito diventa pretendente | 24 marzo 1926 morte del marito       | 26 agosto 1958   | Sizzo          |
|          | Sofia di Sassonia-Weimar-Eisenach  | granduca Guglielmo Ernesto di Sassonia-Weimar-Eisenach (Sassonia-Weimar-Eisenach) | 20 marzo 1911    | 7 marzo 1938    | 7 marzo 1938                              | 1º novembre 1938 divorzio            | 21 novembre 1988 | Federico       |

## Fonti
- Miroslav Marek, Schwarzburg-Sondershausen Genealogy, su genealogy.euweb.cz, Genealogy.EU.
- Miroslav Marek, Schwarzburg-Rudolstadt Genealogy, su genealogy.euweb.cz, Genealogy.EU.
- Miroslav Marek, Solms Genealogy, su genealogy.euweb.cz, Genealogy.EU.